# Illicium
Illicium is een geslacht van planten, dat behoort tot de familie Illiciaceae. De bloembouw is vergelijkbaar met die van de familie Nymphaeaceae, waarbij de binnenste bloemdekbladen geleidelijk in vorm overgaan in de vorm van de meeldraden.
Behandelde soorten zijn:
- Steranijs (de vruchten worden gebruikt als kruid)
- Japanse steranijs (giftig)